# End of the Century
End of the Century är ett musikalbum av Ramones, släppt den 4 februari 1980
Albumet var det enda av Ramones producerat av Phil Spector. Av alla Ramones album kostade det mest att göra, ca 200 000 $.

## Låtlista
Sida ett
1. "Do You Remember Rock 'n' Roll Radio?" (Joey Ramone) - 3:50
2. "I'm Affected" (Joey Ramone) - 2:51
3. "Danny Says" (Joey Ramone) - 3:06
4. "Chinese Rock" (Dee Dee Ramone, Richard Hell) - 2:28
5. "The Return of Jackie and Judy" (Ramones) - 3:12
6. "Let's Go" (Dee Dee Ramone, Johnny Ramone) - 2:31

Sida två
1. "Baby, I Love You" (Phil Spector, Jeff Barry, Ellie Greenwich) - 3:47
2. "I Can't Make It on Time" (Ramones) - 2:32
3. "This Ain't Havana" (Dee Dee Ramone) - 2:18
4. "Rock 'n' Roll High School" (Joey Ramone) - 2:38
5. "All the Way" (Ramones) - 2:29
6. "High Risk Insurance" (Ramones) - 2:08

## Medverkande
- Johnny Ramone - Gitarr
- Joey Ramone - Sång
- Dee Dee Ramone - Bas
- Marky Ramone - Trummor
- Barry Goldberg - Piano, orgel
- Steve Douglas - Saxofon